# Vilamaior
Vilamaior est un village de la parroquia (paroisse civile) de San Paio de Sabugueira (gl) dans le concello (canton ou commune) de Santiago de Compostela (Saint-Jacques-de-Compostelle en français), comarque de Santiago, province de La Corogne, communauté autonome de Galice, au nord-ouest de l'Espagne.
Ce village du concello de Santiago de Compostela est traversé par le Camino francés du Pèlerinage de Saint-Jacques-de-Compostelle.

## Patrimoine et culture

### Pèlerinage de Compostelle
Le Camino francés du Pèlerinage de Saint-Jacques-de-Compostelle traverse le village de Vilamaior, en venant du hameau d'A Lavacolla dans le concello (commune ou canton) de Santiago de Compostela.
La halte suivante est le village de San Marcos, dans le même concello de Santiago de Compostela, après avoir passé des installations de TV Galicia et TV España.